# 격주전대 카레인저 vs. 오레인저
《격주전대 카레인저 vs. 오레인저》(일본어: 超力戦隊オーレンジャー オーレVSカクレンジャー 게키소우센타이 카렌자 타이 오렌자[*])는 《슈퍼 전대 시리즈》의 《격주전대 카레인저》와 《초력전대 오레인저》의 극장판으로, 카레인저와 오레인저 간의 "VS 시리즈"에 해당하는 작품이다. 1997년 3월 8일 최초의 오리지널 비디오 작품으로서, 공식 공개되었다.

## 개요
《격주전대 카레인저》와 《초력전대 오레인저》의 크로스 오버 작품인 슈퍼 전대 OV시리즈 제2탄. 본 작품보다 2대 전대의 거대 로봇이 공연하게 된다. 《카레인저》 TV시리즈 본편에 비정하면 폭주 황제 에그조스이 등장하는 제37말 이후 존 인터넷의 귀향에 관련하는 제45말보다 전에 해당한다고 생각된다.
주체가 되 《카레인저》의 코믹하고 강렬한 작품이 《오레인저》를 완전히 삼키고 있으며 미우라 참모장 역의 미야 우치 히로시도 당초는 "이런 전대는 이상하다!"과 당혹감을 감추지 못 했다. 그러나 사카모토 다로 감독에게 설복하다 받고 고민하면서 참여하는 동안 자동차 레인저를 이해하고 그리고는 즐겁게 맡게 됐다는 것이다.
무의미한 작풍은 《카레인저》 본편의 각본도 지낸 우라사와 요시오의 팔에 힘입은 바 크지만 영웅이란 장르에도 캐릭터도 애착이 없는 그냥 재밌기만 하겠다는 자세 우라사와에게 전대들의 공연 작품은 인물이 너무 많아서 불편한 생각을 하는 것이었다. 궁내를 등장시키는 것도 포함해서 고사 시게키 프로듀서의 의향이나 발상을 반영한 작품이었다며 우라사와는 말했다.

## 줄거리
보족크는 폭주 차가 부족했다. 그것을 들은 폭주 황제 에그조스는 차량이 가출하고 싶어지는 휘발유를 보족크에 제공하고 보족크 한 주유소 점원, SS스타탄조이 그 임무 때문에 나타나는 새끼 큐리(지구)의 자동차에 기름을 담그고 있었다.
한편 진나이 쿄스케/레드 경주자는 오 레인저에 쫓기는 기계 동물 분포 모빌과 만난다. 호시노 고로/오 레드가 UAOH(국제 공군·오레인저)임을 밝히더라도 쿄스케는 UAOH(우와 오오)로 이해되지 않았고 본 눈으로 선악을 판단하는 것은 좋지 않다고 생각하고 장미 모빌을 감싸는. 2대 전대는 거대 로봇까지 나서고 충돌하면서 그는 보족크가 오레인저의 힘에 들어간 만큼 사태는 혼미의 일로를 걷다. 우여곡절 끝 장미 모빌과 보족크는 손을 잡고 고로는 SS스타탄조의 힘으로 납치된다.
고로 구출, 카 레인저는 오레인저의 미우라 참모장에 따른 초과 가혹한 훈련을 받는다. 가혹한 훈련을 통해서 오레인저 로보를 조종할 수 있는 기술을 익힌 카 레인저는 열심히 앤한테 들어간 고로를 탈환하다. 장미 모빌·SS스타탄조와의 최종 결전에는 폭주 황제 에그조스도 개입하고 오지만 거기에 신호원이 조력에 들어 2대 전대는 승리하는 것이었다.

## 캐스트
- 진나이 쿄스케 / 레드 레이서 : 키시 유지
- 도몬 나오키 / 블루 레이서 : 마스지마 요시히로
- 우에스기 미노루 / 그린 레이서 : 후쿠다 요시히로
- 시노하라 나츠미 / 옐로 레이서 : 모토바시 유카
- 야가미 요우코 / 핑크 레이서 : 쿠루스 아츠코
- 호시노 고로 : 시시도 마사루
- 요카아치 쇼헤이 : 마사오카 쿠니오
- 미타 유지 : 고다 마사시
- 니죠 쥬리 : 아소 아유미
- 마루오 모모 : 사토 마타오
- 미우라 나오유키 : 미야우치 히로시
- 미녀 존넷 : 나나세 리카

### 조연 배우
- 타프 (목소리) : 마루타 마리
- 시그널맨 폴리스 코반 : 오오츠카 호우쥬
- 총장 가이나모 (목소리) : 오오가미 히로시
- 부장 젤모더 (목소리) : 츠쿠이 쿄세이
- 발명가 그런치 (목소리) : 나가사코 타카시
- 폭주 황제 에그조스 (목소리) : 코바야시 오사무
- SS 스타탄조 : 타카토 야스히로
- 바라 모빌 : 와타베 타케시

### 내용주
1. ↑  이 오독 소재는 《해적전대 고카이저》 제31화로도 사용되었다.

### 참조주
1. ↑  VS 초기록, p. 70, 초기록 파일#2
2. ↑  호쾌한 연의, p. 71, DIRECTOR INTERVIEW_05사카모토 타로.
3. ↑  VS 호쾌한 연의, p. 71, DIRECTOR INTERVIEW_05 우라사와 요시오.